# Aloe crassipes
Aloe crassipes ist eine Pflanzenart der Gattung der Aloen in der Unterfamilie der Affodillgewächse (Asphodeloideae). Das Artepitheton crassipes leitet sich von den lateinischen Worten crassus für ‚dick‘ sowie pes für ‚Fuß‘ ab.

## Beschreibung

### Vegetative Merkmale
Aloe crassipes wächst stammlos oder sehr kurz stammbildend. Die etwa 20 bis 24 dreieckigen Laubblätter bilden dichte Rosetten. Die trüb glauk-grüne Blattspreite ist 40 Zentimeter lang und 7 Zentimeter breit. Die festen, braun gespitzten Zähne am Blattrand sind 5 Millimeter lang und stehen 15 Millimeter voneinander entfernt.

### Blütenstände und Blüten
Der Blütenstand besteht aus etwa fünf Zweigen und erreicht eine Länge von 50 bis 60 Zentimeter. Die dichten, zylindrisch-konischen Trauben sind 17 bis 25 Zentimeter lang und 8 Zentimeter breit. Die deltoid-spitzen Brakteen weisen eine Länge von 10 Millimeter auf und sind 4 Millimeter breit. Die trüb gelblichgrünen Blüten stehen an 14 Millimeter langen Blütenstielen. Die Blüten sind 38 Millimeter lang und an ihrer Basis gestutzt. Auf Höhe des Fruchtknotens weisen die Blüten einen Durchmesser von 10 Millimeter auf. Darüber sind sie sehr leicht verengt und schließlich zur Mündung sehr leicht erweitert. Ihre äußeren Perigonblätter sind auf einer Länge von 13 Millimetern nicht miteinander verwachsen. Die Staubblätter und der Griffel ragen bis zu 1 Millimeter aus der Blüte heraus.

## Systematik und Verbreitung
Aloe crassipes ist in Sudan und Sambia in Grasdickichten im Waldland in Höhen von etwa 1280 Metern verbreitet.
Die Erstbeschreibung durch John Gilbert Baker wurde 1880 veröffentlicht.

## Nachweise